# Pattinaggio su strada ai Giochi mondiali 2022 - 1 giro femminile
La gara del giro femminile di pattinaggio su strada ai Giochi mondiali 2022 si è svolta dal 10 luglio 2025 a Birmingham.

## Risultati
| Rank | Atleta                           | Round       | Tempo   | Note  |
| ---- | -------------------------------- | ----------- | ------- | ----- |
| 1    | Nerea Langa Torres               | Finale      | 1:09.28 |       |
| 2    | Mathilde Pedronno                | Finale      | 1:09.95 | +0.67 |
| 3    | Ying-Chu Chen                    | Finale      | 1:12.29 | +3.01 |
| 4    | Geiny Carmela Pajaro Guzman      | Finale      | 1:13.22 | +3.94 |
| 5    | Anna Laethisia Schimek           | Semifinali  | 1:09.99 | +0.32 |
| 6    | Solymar del Valle Vivas James    | Semifinali  | 1:10.52 | +0.85 |
| 7    | Idalis Frezeida De Leon Palacios | Semifinali  | 1:13.60 | +1.26 |
| –    | Carolina Huerta Cardenas         | Semifinali  | –       | DSQ   |
| 8    | Asja Varani                      | Preliminari | 1:12.93 | +2.84 |
| 9    | Varsha Sriramakrishna Puranik    | Preliminari | 1:13.26 | +0.60 |
| 10   | Micaela Siri                     | Preliminari | 1:13.33 | +2.70 |
| 11   | Jazzmyn Elaina Foster            | Preliminari | 1:14.06 | +3.97 |
| 12   | Karinne Tsz Ching Tam            | Preliminari | 1:18.98 | +6.32 |
| –    | Maria Jose Moya Sepulveda        | Preliminari | –       | DNS   |
| –    | Adriana Cantillo Tundidor        | –           | DNS     |       |